# Mabel (groupe)
Pour les articles homonymes, voir Mabel.
Mabel est un groupe de musique électronique (Italo dance) actif entre 1999 et 2002 et organisé autour de Paolo Ferrali.
Il est essentiellement connu pour les titres Disco Disco (1999), Bum Bum (2000) et Don't Let Me Down (2000). Le titre Bum Bum (2000) atteignant notamment la place numéro deux du hit-parade autrichien.
Le seul album du groupe est Destination (2002). Il regroupe tous les singles de celui-ci.